# Ovejas
Ovejas là một khu tự quản thuộc tỉnh Sucre, Colombia. Thủ phủ của khu tự quản Ovejas đóng tại Ovejas Khu tự quản Ovejas có diện tích 447 ki lô mét vuông. Đến thời điểm ngày 28 tháng 5 năm 2005, khu tự quản Ovejas có dân số 22953 người.